# نورث لوريل (ماريلند)
نورث لوريل (بالإنجليزية: North Laurel CDP, Maryland)‏ هي منطقة سكنية تقع بولاية ماريلند في الولايات المتحدة. تبلغ مساحتها 16.4 كم2، وترتفع عن سطح البحر 79.248 م، بلغ عدد سكانها 4,474 نسمة في عام 2010 حسب إحصاء مكتب تعداد الولايات المتحدة وتصل الكثافة السكانية فيها 272.8 نسمة لكل كيلومتر مربع (706.5/ميل2).

## التركيبة السكانية
حدّد مكتب تعداد الولايات المتحدة بيانات التركيبة السكانية لنورث لوريل في تعداد الولايات المتحدة. في ما يلي، التركيبة السكانية حسب تعدادي 2000 و2010.

### تعداد عام 2000
بلغ عدد سكان نورث لوريل 20,468 نسمة بحسب تعداد عام 2000، وبلغ عدد الأسر 7,235 أسرة وعدد العائلات 5,281 عائلة مقيمة في المنطقة السكنية. في حين سجلت الكثافة السكانية 1,248 نسمة لكل كيلومتر مربع (3,232.3/ميل2). وبلغ عدد الوحدات السكنية 7,453 وحدة بمتوسط كثافة قدره 454.5 لكل كيلومتر مربع (1,177.1/ميل2).
وتوزع التركيب العرقي للمنطقة السكنية بنسبة 71.42% من البيض و17.10% من الأمريكيين الأفارقة و0.32% من الأمريكيين الأصليين و6.97% من الأمريكيين ذوي الأصول الآسيوية و0.08% من سكان جزر المحيط الهادئ و1.49% من الأعراق الأخرى و2.62% من عرقين مختلطين أو أكثر و4% من الهسبانيون أو اللاتينيون من أي عرق.
بلغ عدد الأسر 7,235 أسرة كانت نسبة 46.3% منها لديها أطفال تحت سن الثامنة عشر تعيش معهم، وبلغت نسبة الأزواج القاطنين مع بعضهم البعض 57.7% من أصل المجموع الكلي للأسر، ونسبة 10.9% من الأسر كان لديها معيلات من الإناث دون وجود شريك،  بينما كانت نسبة 4.5% من الأسر لديها معيلون من الذكور دون وجود شريكة وكانت نسبة 27% من غير العائلات. تألفت نسبة 19.2% من أصل جميع الأسر من عدة أفراد يعيشون في نفس المنزل ونسبة 2.6% كانت تتألف من شخص يعيش بمفرده يبلغ من العمر 65 عاماً أو أكثر. وبلغ متوسط حجم الأسرة المعيشية 2.82، أما متوسط حجم العائلات فبلغ 3.27.
بلغ العمر الوسطي للسكان 33.0 عاماً. وكانت نسبة 29.8% من القاطنين تحت سن الثامنة عشر، وكانت نسبة 7.4% بين الثامنة عشر والرابعة والعشرين عاماً، ونسبة 37.4% كانت واقعةً في الفئة العمرية ما بين الخامسة والعشرين والرابعة والأربعين عاماً، ونسبة 20.3% كانت ما بين الخامسة والأربعين والرابعة والستين، ونسبة 4.8% كانت ضمن فئة الخامسة والستين عاماً فما فوق. يوجد لكل 100 أنثى 98.1 ذكر، ويوجد لكل 100 أنثى في الثامنة عشر من عمرها فما فوق 94.4 ذكر.
بلغ متوسط دخل الأسرة في المنطقة السكنية 66,836 دولارًا، أما متوسط دخل العائلة فبلغ 75,068 دولارًا. وكان متوسط دخل الذكور 48,043 دولارًا مقابل 35,149 دولارًا للإناث. وسجل دخل الفرد الخاص بالمنطقة السكنية 27,991 دولارًا. وكانت نسبة 2.5% من العائلات ونسبة 3.4% من السكان تحت خط الفقر، وكان من هؤلاء نسبة 3.2% تحت سن الثامنة عشر ونسبة 5.2% في الخامسة والستين من العمر وما فوق.

### تعداد عام 2010
بلغ عدد سكان نورث لوريل 4,474 نسمة بحسب تعداد عام 2010، وبلغ عدد الأسر 1,531 أسرة وعدد العائلات 1,162 عائلة مقيمة في المنطقة السكنية. في حين سجلت الكثافة السكانية 272.8 نسمة لكل كيلومتر مربع (706.5/ميل2). وبلغ عدد الوحدات السكنية 1,636 وحدة بمتوسط كثافة قدره 99.8 لكل كيلومتر مربع (258.5/ميل2).
وتوزع التركيب العرقي للمنطقة السكنية بنسبة 45.06% من البيض و31.02% من الأمريكيين الأفارقة و0.36% من الأمريكيين الأصليين و17.95% من الأمريكيين ذوي الأصول الآسيوية و0.02% من سكان جزر المحيط الهادئ و1.79% من الأعراق الأخرى و3.80% من عرقين مختلطين أو أكثر و6.19% من الهسبانيون أو اللاتينيون من أي عرق.
بلغ عدد الأسر 1,531 أسرة كانت نسبة 50% منها لديها أطفال تحت سن الثامنة عشر تعيش معهم، وبلغت نسبة الأزواج القاطنين مع بعضهم البعض 56.8% من أصل المجموع الكلي للأسر، ونسبة 13.7% من الأسر كان لديها معيلات من الإناث دون وجود شريك،  بينما كانت نسبة 5.4% من الأسر لديها معيلون من الذكور دون وجود شريكة وكانت نسبة 24.1% من غير العائلات. تألفت نسبة 18.2% من أصل جميع الأسر من عدة أفراد يعيشون في نفس المنزل ونسبة 1.5% كانت تتألف من شخص يعيش بمفرده يبلغ من العمر 65 عاماً أو أكثر. وبلغ متوسط حجم الأسرة المعيشية 2.92، أما متوسط حجم العائلات فبلغ 3.34.
بلغ العمر الوسطي للسكان 32.8 عاماً. وكانت نسبة 30.6% من القاطنين تحت سن الثامنة عشر، وكانت نسبة 6.5% بين الثامنة عشر والرابعة والعشرين عاماً، ونسبة 36.7% كانت واقعةً في الفئة العمرية ما بين الخامسة والعشرين والرابعة والأربعين عاماً، ونسبة 22.9% كانت ما بين الخامسة والأربعين والرابعة والستين، ونسبة 3.3% كانت ضمن فئة الخامسة والستين عاماً فما فوق. وتوزع التركيب الجنسي للسكان بنسبة 48.9% ذكور و51.1% إناث.